# Понор (планина)
Вижте пояснителната страница за други значения на Понор.
Понор е планинска карстова област в Западна Стара планина, на територията на Софийска област, между Петроханския проход и Искърския пролом.

## Географско положение, граници, големина
Планината Понор се издига в централната част на Западна Стара планина. На запад Петроханския проход (1410 м) и долината на река Нишава (Гинска река) я отделят от Берковска планина, а на изток чрез стръмни, на места отвесни склонове се спуска към Искърски пролом, което я отделя от Голема планина. На североизток долината на река Пробойница (ляв приток на Искър) я отделя от планината Козница, а след това на запад от изворите на реката до Петроханския проход границата между двете планини не е ясно изразена. На юг долината на Искрецка река (ляв приток на Искър) я отделя от Мала планина, а на югозапад склоновете ѝ плавно се спускат към Годечката котловина.
Планината представлява почти правилен правоъгълник с простиране от запад на изток на 23 – 25 км, а ширината ѝ е около 15 км. Билото ѝ е широко и плоско, разположено на около 1400 м н.в.

### Върхове
Най-висока точка е връх Равно буче (1499,0) разположен на около 5 км северно от село Бракьовци.
| Име        | Кота (m) |
| ---------- | -------- |
| Равно буче | 1499,0   |

## Геоложки строеж
Заема синклиналната структура между Берковската и Свогенската антиклинали. Изградена е от дълбоко окарстани триаски и юрски варовици. Безводна, с широко разпространени карстови форми (от тях идва и името ѝ): валози, въртопи, пропасти, пещери, слепи долини и др. Изворите на малките реки, водещи началото си от нея са по периферията ѝ.

## Климат и води
Климатът е умерено-континентален със сравнително студена зима и прохладно лято.

## Почви
Почвите са кафяви горски и рендзини.

## Флора
Планината е почти напълно обезлесена, като на места са запазени гори от благун и цер, по-рядко бук, примесени с келяв габър. Широко са развити тревните и храстовите формации. По билото има обширни пасища. Обработваемите земи заемат ограничени площи. Има благоприятни условия за пасищно животновъдство.

## Населени места
Във вътрешността на планината са разположени селата Бракьовци, Брезе, Добравица, Добърчин, Заноге, Заселе, Зимевица и Манастирище, а по периферията ѝ: Губислав (на североизток); Гара Лакатник, Гара Бов, Церово и град Своге (на изток); Бучин проход, Завидовци, Искрец и Свидня (на юг) и Гинци (на запад).

## Пътища
По източното, западното и южното подножие на планината преминават участъци от три пътя от Държавната пътна мрежа.
- По източното подножие, през Искърския пролом, от Гара Лакатник до Своге, на протежение от 20,1 км участък от второкласен Републикански път II-16 Ребърково – Своге – София.
- По западното подножие, от село Бучин проход до Петроханския проход, на протежение от 23,7 км участък от второкласен Републикански път II-81 София – Монтана – Лом.
- По южното подножие, по долината на Искрецка река, от Своге до Бучин проход, на протежение от 21 км участък от третокласен Републикански път III-164 Своге – Бучин проход.[1]

## Топографска карта
- Лист от карта K-34-35. Мащаб: 1 : 100 000.
- Лист от карта K-34-47. Мащаб: 1 : 100 000.